# Al-Masry
Al-Masry Sports Club er en egyptisk fodboldklub fra byen Port Said. Klubben spiller i landets bedste række, Egyptian Premier League.
Klubben blev etableret i 1920 og spiller sine hjemmekampe på Port Said Stadium med plads til 18.000 tilskuere.
Blandt spillere i klubben har været Razak Pimpong og Mohamed Zidan. 